# 阿雷奇斯一世
阿雷奇斯一世（義大利語：Arechi，– 641年）是第二任贝内文托公爵，他自591年起统治了贝内文托公国半个世纪，直至其于641年去世。阿雷奇斯一世来自于弗留利，很有可能是第一任贝内文托公爵佐托的侄子。591年佐托去世后，他被伦巴第国王阿吉洛夫（Agilulf）任命为贝内文托公爵。由于他的公国被一片属于拜占庭帝国的领土与北部伦巴底王国分隔开，所以实际上基本处于独立状态。
阿雷奇斯一世征服了坎帕尼亚大区的卡普阿和韦纳夫罗，以及今日巴西利卡塔大区和卡拉布里亚大区的领土。与佐托类似，他也未能用围城战攻克那不勒斯，不过他于620年代晚期夺取了萨莱诺。他在统治晚期时让他的公国与罗马天主教会建立了良好的关系，并让自己的儿子成为继任者。由于他比好几任伦巴底国王要长寿，使得当他去世时，他的公国保持了独立性，他的爵位由他的儿子艾尤夫一世继承。